# KOI-2474.01
KOI-2474.01 é um candidato a exoplaneta que se confirmado é uma provável superterra quente orbitando em torno de KOI-2474, uma estrela localizada a cerca de 1.605,7 anos-luz de distância a partir da Terra. Ele foi identificado pelo telescópio espacial Kepler da NASA. De acordo com o Índice de Similaridade com a Terra (ESI) do PHL KOI-2474.01 é comparável ao de Gliese 581 g, Wolf 1061c, KOI-2469.01 e KOI-2992.01.